# KAV Dendermonde

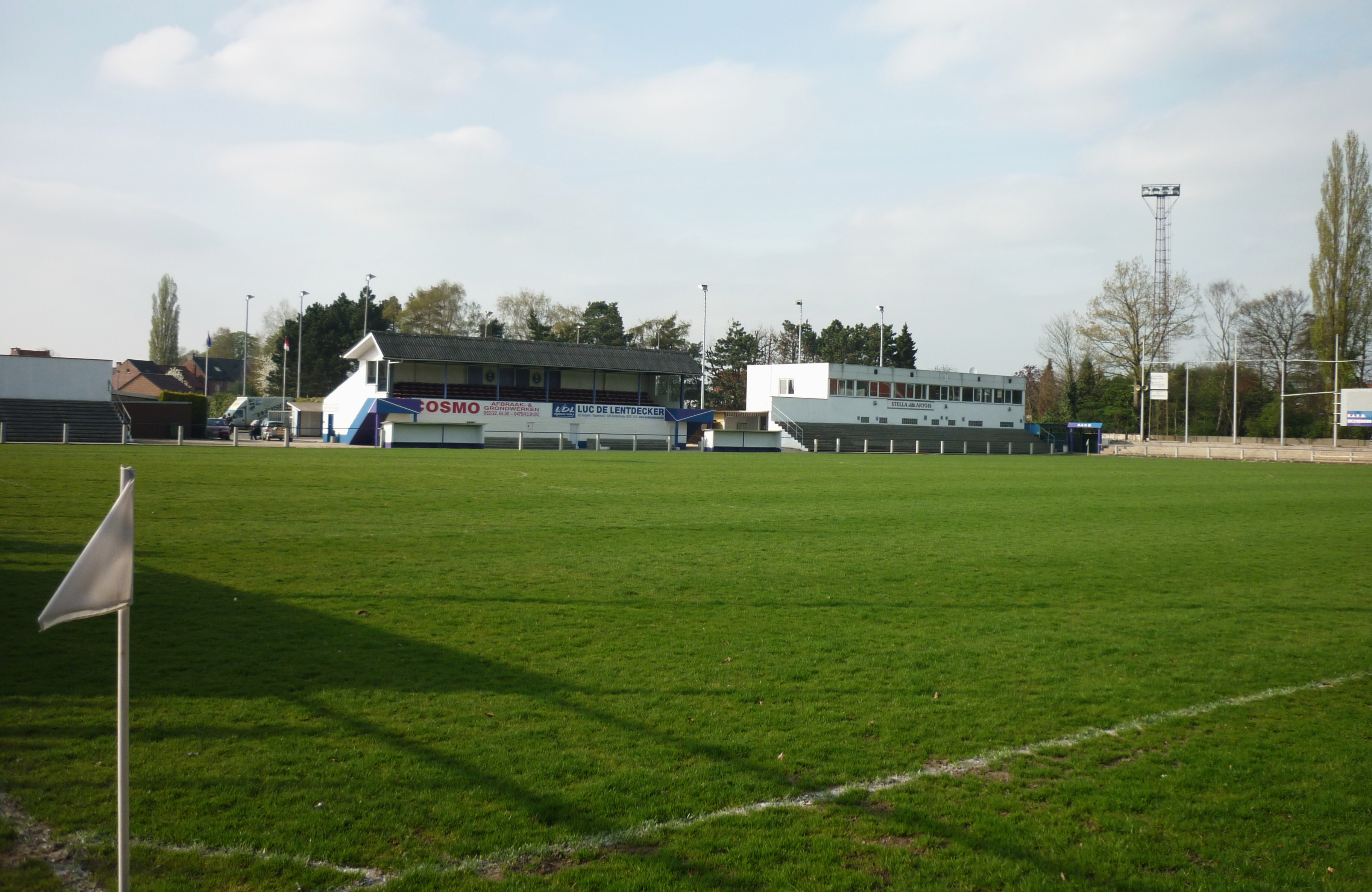
Accommodaties A-complex KAV Dendermonde

KAV Dendermonde is een Belgische voetbalclub uit Dendermonde. De club is aangesloten bij de KBVB met stamnummer 57 en heeft paars-blauw als kleuren. De club speelt in de provinciale reeksen, maar speelde tijdens de twintigste eeuw vele seizoenen in de nationale reeksen. De hoogste ranking behaalden zij in 1935 en 1951 toen er in de tweede voetbalklasse werd aangetreden.

## Geschiedenis

### De voorgeschiedenis
Reeds in het begin van de 20ste eeuw speelden in Dendermonde twee voetbalploegjes, Racing Club en Sporting Club Dendermonde (ook wel Termondia genoemd). De juiste oorsprong van beide ploegen is door de brand van de stad Dendermonde in september 1914 verloren gegaan. Wat overgebleven is van deze ontstaansperiode van het voetbal in het Dendermondse weten we enkel uit (schaarse) krantenartikels die terug te vinden zijn in kranten uit Aalst, Sint-Niklaas, Wetteren, Lebbeke en Sint-Gillis.

### Aansluiting bij de KBVB
In 1912 besloten beide ploegen (onder impuls van Robert De Herde) samen te gaan. De legende (en de onbevestigde verhalen) verhalen dat als clubkleuren paars-blauw, een combinatie van het paars-wit van de katholiek gezinde en het blauw-wit van de liberaal gezinde ploeg, werd aangenomen. De naam werd AA Termondoise (Association Athlétique Termondoise), in 1948, op vraag van de KBVB, (aangezien de club in de officiële correspondentie steeds de Nederlandstalige benaming gebruikte) vervlaamst tot KAV Dendermonde (Atletische Vereniging Dendermonde).
Op 31 augustus 1913 sloot men aan bij de Belgische Voetbalbond, waar men later in 1926 bij de invoering van de stamnummers het nummer 57 zou toegekend krijgen. Men speelde op een terrein in Grembergen, eerst op het oud-soldatenplein, nadien op een terrein in de Bakkerstraat, later uitgebreid met het daarnaast gelegen terrein dat uitgaf op het Grootzand. In de zomer van 1913 kwamen Roger De Herde, Raoul De Herde, Armand Cadron en Leopold Raemdonck de ploeg versterken. De eerste voorzitter werd Georges Devos.
In 1913/14 van start in competitie. En met succes, want men speelde onmiddellijk kampioen en kon deelnemen aan de interprovinciale eindronde met ploegen zoals Lierse SK, Mons en Berchem Sport. Mede door een reeks gekwetste spelers kon men de lijn van het kampioenschap niet doortrekken. Het vreemde aan de eindronde was dat de negen ploegen één keer tegen elkaar speelden en telkens op een neutraal terrein. AA Termondoise werd voorlaatste met slechts drie punten.

### De Eerste Wereldoorlog
De competities werden onderbroken omwille van de Eerste Wereldoorlog. Toch werd niet alle activiteit opgeschort want men speelde onder de benaming UNION ATHLETIQUE o.a. wedstrijden tegen Wetteren en Aalst. De thuiswedstrijden gingen door op het terrein van Bastion VIII (den Biër voor de Dendermondenaars). Verder werden er allerlei sportmanifestaties, zoals atletiekwedstrijden, en kaatsluttes georganiseerd door de UNION Athlétique. Hierbij speelden Armand Cadron en Gustje Mestag een grote rol.

### De naoorlogse periode
In 1919/20 werd de competitie hervat; Termondoise trad aan in Tweede Gewestelijke. In 1923/24 bereikte men voor het eerst de nationale bevorderingsreeksen. De ploeg eindigde echter als op twee na laatste, en zakte weer.
In 1926 keerde Dendermonde terug in de nationale bevorderingsreeksen. De ploeg speelde drie seizoenen als middenmoter. Desondanks kende men dat derde seizoen geen geluk. Men eindigde dan wel op slechts vier punten van de derde in de eindstand, maar alles zat dicht opeen en zo strandde Termondoise desalniettemin in 1929 als op twee na laatste, wat opnieuw degradatie betekende.
In 1931 keerde men nog eens terug op nationaal niveau, ditmaal voor een succesvollere reeks. Na in 1933 nog nipt de degradatie te kunnen ontlopen, slaagde Dendermonde in 1934 in zijn reeks te winnen. De club stootte zo door naar de Eerste Afdeling, toen de tweede klasse. Na een eerste seizoen in de subtop, zakte Dendermonde in 1936 echter weer. Ook in Bevordering ging het voor de ploeg het volgende seizoen niet beter; Dendermonde werd laatste in zijn reeks, en verdween weer uit de nationale reeksen. Ook in de provinciale reeks ging het niet voor de wind want ook daar diende men tegen de degradatie te vechten.

### Oorlogsperiode
Tijdens de Tweede Wereldoorlog, 1942, keerde Dendermonde terug in de nationale reeksen, na een heroïsche wedstrijd tegen Meulestede op het terrein van RC Wetteren. KAV Dendermonde draaide er seizoen na seizoen mee bovenaan, tot men in 1950 opnieuw reekswinst haalde. Opnieuw stootte de club door naar Tweede Klasse. Het eerste seizoen kon men als 13de nog de degradatie ontlopen, en het tweede seizoen eindigde men nog een plaatsje hoger. Door een inkrimping van de Tweede Klasse na dit seizoen 1951/52 moesten echter veel clubs een reeks zakken, waaronder zo ook Dendermonde. In de oorlog werden op de Veerbrug Robert Maréchal (zoon van ex-speler Pascal Maréchal) en speler Severinus Straetman op laffe wijze gewoon neergeschoten op 4 september 1944.

### Jaren 1950 tot 1990
In 1952/53, dat eerste seizoen in Derde klasse, vocht Dendermonde voor een terugkeer in Tweede. KAVD had gemeend zich te moeten ontdoen van trainer Jef Van Ingelghem en een beroepstrainer aan te werven, de tot Fransman genaturaliseerde Hongaar Grünbaum. De ploeg eindigde bovenaan in zijn reeks, met net evenveel punten als Uccle Sport. Uccle had echter minder veliesmatchen, en ging zo met de titel en de promotie aan de haal. Het seizoen daarop verliep catastrofaal en Grünbaum betaalde rond nieuwjaar het gelag, KAVD achterlatend met een grote financiële kater die pas meer dan tien jaar later zou verwerkt zijn. Dendermonde bleef in Derde. Na een jaar net boven de degradatiezone eindigde men in 1955, o.l.v. oud-speler en oud-trainer van Eendracht Aalst, Omer Geubels, nog eens als vierde op slechts drie punten van reekswinst. De ploeg kon weer zijn knap seizoen niet herhalen en strandde in 1956 op de voorlaatste plaats. Dendermonde zakte weer naar de Bevorderingsreeksen, ondertussen de vierde klasse.
Men bleef de rest van de jaren vijftig flirten met de degradatie. In het begin van de jaren 60 leek er even beterschap, o.l.v. trainer François De Man en de inbreng van veel eigen jeugdspelers, na een zevende plaats in 1961 en 1962. In 1963 eindigde KAVD echter weer voorlaatste, en zo zakte de club na twintig seizoenen onafgebroken nationaal voetbal weer naar de provinciale reeksen. Men bleef er de rest van jaren 60.
Een betere periode kende de club weer in de jaren zeventig. In 1972 vierde men, door een gelukkig toeval van de Lierse fusie, na negen jaar weer de terugkeer in de nationale Vierde Klasse, waar men meteen in de subtop eindigde. Dendermonde ging door op dit elan, en pakte er in 1974, in zijn tweede seizoen Vierde, alweer de titel in zijn reeks. Na 30 wedstrijden sloot Dendermonde de competitie af zonder nederlaag. De club stootte zo weer door naar Derde Klasse. Na een goed eerste seizoen volgde in 1976 echter weer de degradatie naar Vierde. De oorzaak van deze terugval ligt in het feit dat sommige bestuursleden hadden gemeend om, zoals in het verleden reeds was gebeurd, ook deze maal de succesvolle Eddy Bertels, die zeer geliefd was bij spelers en supporters, te moeten ontslaan en te vervangen. Nog drie seizoenen bleef men daar spelen, maar in 1979 was het ook daar weer over en viel men opnieuw terug naar Provinciale. De hele jaren 80 bleef men in Provinciale hangen.

### Jaren 90
Een nieuwe opgang kwam er in de jaren 90, waarin Dendermonde verscheidene malen op en neer ging. In 1990 was de club weer naar Vierde gepromoveerd, maar zowel in 1992 en 1994 was men naar Eerste Provinciale gezakt, weliswaar telkens maar voor één seizoen.
In 1998/99 won Dendermonde zijn Bevorderingsreeks, met één puntje voorsprong op Zwarte Duivels Oud-Heverlee (blijkbaar wou niemand kampioen spelen, want kampioen spelen kost geld, veel geld, vooral na het Bosman-arrest, waarbij spelers zich aanbieden bij de meest biedende club en het begrip "club-liefde" volledig verloren is gegaan). Oud-Heverlee had acht punten voor gestaan, maar zijn laatste wedstrijden verloren. Derde Klasse bleek een maat te sterk voor Dendermonde. De ploeg won amper twee keer en speelde twee keer gelijk in 30 wedstrijden en werd zo in 2000 allerlaatste in zijn reeks. Dendermonde zakte meteen weer en leek de volgende jaren in vrije val. In Vierde Klasse werd ook het volgende seizoen immers een rampseizoen. Dendermonde won geen enkele wedstrijd, en sprokkelde dankzij twee gelijke spelen amper twee puntjes. Opnieuw werd men afgetekend laatste, en zo zakte men ook meteen uit Vierde Klasse. Zelfs in Eerste Provinciale beterde het niet. Dendermonde sloot daar in 2002 zijn seizoen af als op twee na laatste, en degradeerde nogmaals. In amper drie jaar tijd was de club van Derde Nationale naar Tweede Provinciale teruggevallen. De club bleef er de volgende jaren spelen.

### Heden
In 2012 werd onder impuls van oud-speler Jan Van Damme een businessplan opgesteld. Dit plan streeft ernaar om KAV Dendermonde terug te brengen naar het nationale voetbal. Anno 2015 is er een vernieuwd bestuur, dat een nieuwe beleids- en bestuursstructuur heeft doorgevoerd binnen de club.
Het seizoen 2016-2017 werd het seizoen van de wederopstanding van stamnummer 57. De B-ploeg speelde kampioen en de A-ploeg wist zich te plaatsen voor de eindronde maar greep naast de rechtstreekse promotie door op één punt te stranden van kampioen KFC Hoger Op Kalken. In de eindronde werd op verplaatsing achtereenvolgens van SK Grembergen (1-7), KVV Windeke (0-4) en Jong Zulte (0-2) gewonnen. De finale werd op eigen terrein winnend afgesloten tegen JV De Pinte (1-0). Na vijftien jaar tweede provinciale gaat KAV Dendermonde terug naar eerste provinciale. Dit seizoen had KAVD ook een primeur in België voor zijn jeugdwerking. Als eerste Belgische club werd er een samenwerking aangegaan met de Duitse Bundesliga club FC Schalke 04 voor de organisatie van een jeugdvoetbalkamp. 
In 2019 startte KAV Dendermonde gesprekken met stadsgenoot KV Sint-Gillis in een eerste poging tot fusie. Op een moment dat de fusieclub voor drie vierde vorm had gekregen trok KV Sint-Gillis uiteindelijk de stekker uit de onderhandelingen. 
Desalniettemin zou een bundeling der krachten van de Dendermondse voetbalclubs een zegen wezen. 

### Historisch Ros Beiaardstadion moet verdwijnen
Zaterdag 20 maart 2021 zal niet ver afwijken van de zwartste dag uit de clubgeschiedenis. Die dag kreeg de club te horen dat het Ros Beiaardstadion uit 1913, moet plaats maken voor een nieuwe sporthal. Ook het trainingscomplex, sinds mensenheugenis in gebruik in de Oud Kerkhofstraat, moet verdwijnen ten bate van een andere sportclub. De club verzet zich tegen deze plannen omdat ze op geen enkel moment werd betrokken én vooral omdat het stadsbestuur geen alternatief biedt. Een petitie tégen de plannen van het stadsbestuur leverde bijna 1700 handtekeningen op. (Red het Ros Beiaardstadion) Het stadion werd opgenomen in het boek 10 Belgian Beauties. Het meriteert zulks.

## Resultaten
| Seizoen             | Klasse | Klasse | Klasse | Klasse | Klasse | Klasse | Klasse | Klasse | Reeks                                     | Punten                                    | Opmerkingen                               |                                           |
|                     | I      | II     | P.II   |        |        |        |        |        |                                           |                                           |                                           |                                           |
| ------------------- | ------ | ------ | ------ | ------ | ------ | ------ | ------ | ------ | ----------------------------------------- | ----------------------------------------- | ----------------------------------------- | ----------------------------------------- |
| Als AA Termondoise  |        |        |        |        |        |        |        |        |                                           |                                           |                                           |                                           |
| 1913/14             |        |        | 1      |        |        |        |        |        | Tweede prov. O-Vl                         | 14                                        |                                           |                                           |
| 1914/15             |        |        |        |        |        |        |        |        |                                           |                                           | Geen competitie door Wereldoorlog I       |                                           |
| 1915/16             |        |        |        |        |        |        |        |        |                                           |                                           | Geen competitie door Wereldoorlog I       |                                           |
| 1916/17             |        |        |        |        |        |        |        |        |                                           |                                           | Geen competitie door Wereldoorlog I       |                                           |
| 1917/18             |        |        |        |        |        |        |        |        |                                           |                                           | Geen competitie door Wereldoorlog I       |                                           |
| 1918/19             |        |        |        |        |        |        |        |        |                                           |                                           | Geen competitie door Wereldoorlog I       |                                           |
| 1919/20             |        |        | 7      |        |        |        |        |        | Tweede prov. O-Vl                         | 14                                        |                                           |                                           |
| 1920/21             |        |        | 2      |        |        |        |        |        | Tweede prov. O-Vl                         | 10                                        |                                           |                                           |
| 1921/22             |        |        | 1      |        |        |        |        |        | Tweede prov. O-Vl                         | 29                                        | Zesde in eindronde voor promotie          |                                           |
| 1922/23             |        |        | 1      |        |        |        |        |        | Tweede prov. O-Vl                         | 30                                        |                                           |                                           |
| 1923/24             |        | 12     |        |        |        |        |        |        | Promotie B                                | 14                                        |                                           |                                           |
| 1924/25             |        |        | 1      |        |        |        |        |        | Tweede prov. O-Vl                         | 38                                        |                                           |                                           |
| 1925/26             |        |        | 2      |        |        |        |        |        | Tweede prov. O-Vl                         | 41                                        |                                           |                                           |
|                     | I      | II     | III    | P.II   |        |        |        |        | Vanaf 1926/27 zijn er 3 nationale niveaus | Vanaf 1926/27 zijn er 3 nationale niveaus | Vanaf 1926/27 zijn er 3 nationale niveaus | Vanaf 1926/27 zijn er 3 nationale niveaus |
| 1926/27             |        |        | 9      |        |        |        |        |        | Bevordering A                             | 24                                        |                                           |                                           |
| 1927/28             |        |        | 7      |        |        |        |        |        | Bevordering A                             | 25                                        |                                           |                                           |
| 1928/29             |        |        | 12     |        |        |        |        |        | Bevordering A                             | 26                                        |                                           |                                           |
| 1929/30             |        |        |        | 3      |        |        |        |        | Tweede prov. O-Vl                         | 32                                        |                                           |                                           |
| 1930/31             |        |        |        | 2      |        |        |        |        | Tweede prov. O-Vl                         | 38                                        |                                           |                                           |
| 1931/32             |        |        | 9      |        |        |        |        |        | Bevordering A                             | 24                                        |                                           |                                           |
| 1932/33             |        |        | 11     |        |        |        |        |        | Bevordering B                             | 18                                        |                                           |                                           |
| 1933/34             |        |        | 1      |        |        |        |        |        | Bevordering A                             | 34                                        |                                           |                                           |
| 1934/35             |        | 5      |        |        |        |        |        |        | Eerste Afdeling B                         | 28                                        |                                           |                                           |
| 1935/36             |        | 13     |        |        |        |        |        |        | Eerste Afdeling A                         | 18                                        |                                           |                                           |
| 1936/37             |        |        | 14     |        |        |        |        |        | Bevordering D                             | 11                                        |                                           |                                           |
| 1937/38             |        |        |        | 5      |        |        |        |        | Tweede prov. O-Vl                         | 28                                        |                                           |                                           |
| 1938/39             |        |        |        | 11     |        |        |        |        | Tweede prov. O-Vl                         | 26                                        |                                           |                                           |
| 1939/40             |        |        |        | 6      |        |        |        |        | Tweede prov. O-Vl                         | 13                                        |                                           |                                           |
| 1940/41             |        |        |        |        |        |        |        |        |                                           |                                           | Geen competitie door Wereldoorlog II      |                                           |
| 1941/42             |        |        |        | 2      |        |        |        |        | Tweede prov. O-Vl                         | 37                                        |                                           |                                           |
| Als KAV Dendermonde |        |        |        |        |        |        |        |        |                                           |                                           |                                           |                                           |
| 1942/43             |        |        | 7      |        |        |        |        |        | Bevordering D                             | 31                                        |                                           |                                           |
| 1943/44             |        |        | 4      |        |        |        |        |        | Bevordering A                             | 31                                        |                                           |                                           |
|                     | I      | II     | III    | P.I    |        |        |        |        |                                           |                                           |                                           |                                           |
| 1944/45             |        |        |        | 3      |        |        |        |        | Eerste prov. O-Vl                         | 16                                        |                                           |                                           |
| 1945/46             |        |        | 3      |        |        |        |        |        | Bevordering A                             | 42                                        |                                           |                                           |
| 1946/47             |        |        | 3      |        |        |        |        |        | Bevordering B                             | 44                                        |                                           |                                           |
| 1947/48             |        |        | 7      |        |        |        |        |        | Bevordering A                             | 33                                        |                                           |                                           |
| 1948/49             |        |        | 6      |        |        |        |        |        | Bevordering B                             | 31                                        |                                           |                                           |
| 1949/50             |        |        | 1      |        |        |        |        |        | Bevordering B                             | 46                                        |                                           |                                           |
| 1950/51             |        | 13     |        |        |        |        |        |        | Eerste Afdeling B                         | 26                                        |                                           |                                           |
| 1951/52             |        | 12     |        |        |        |        |        |        | Eerste Afdeling A                         | 25                                        |                                           |                                           |
|                     | I      | II     | III    | IV     | P.I    | P.II   | P.III  | P.IV   | Vanaf 1952/53 zijn er 4 nationale niveaus | Vanaf 1952/53 zijn er 4 nationale niveaus | Vanaf 1952/53 zijn er 4 nationale niveaus | Vanaf 1952/53 zijn er 4 nationale niveaus |
| 1952/53             |        |        | 2      |        |        |        |        |        | Derde Klasse B                            | 41                                        |                                           |                                           |
| 1953/54             |        |        | 13     |        |        |        |        |        | Derde Klasse A                            | 25                                        |                                           |                                           |
| 1954/55             |        |        | 4      |        |        |        |        |        | Derde Klasse B                            | 39                                        |                                           |                                           |
| 1955/56             |        |        | 15     |        |        |        |        |        | Derde Klasse A                            | 23                                        |                                           |                                           |
| 1956/57             |        |        |        | 12     |        |        |        |        | Vierde klasse D                           | 27                                        |                                           |                                           |
| 1957/58             |        |        |        | 12     |        |        |        |        | Vierde klasse A                           | 27                                        |                                           |                                           |
| 1958/59             |        |        |        | 13     |        |        |        |        | Vierde klasse A                           | 25                                        |                                           |                                           |
| 1959/60             |        |        |        | 12     |        |        |        |        | Vierde klasse C                           | 24                                        |                                           |                                           |
| 1960/61             |        |        |        | 7      |        |        |        |        | Vierde klasse A                           | 32                                        |                                           |                                           |
| 1961/62             |        |        |        | 7      |        |        |        |        | Vierde klasse B                           | 29                                        |                                           |                                           |
| 1962/63             |        |        |        | 15     |        |        |        |        | Vierde klasse A                           | 14                                        |                                           |                                           |
| 1963/64             |        |        |        |        | 4      |        |        |        | Eerste prov. O-Vl                         | 32                                        |                                           |                                           |
| 1964/65             |        |        |        |        | 2      |        |        |        | Eerste prov. O-Vl                         | 43                                        |                                           |                                           |
| 1965/66             |        |        |        |        | 9      |        |        |        | Eerste prov. O-Vl                         | 33                                        |                                           |                                           |
| 1966/67             |        |        |        |        | 9      |        |        |        | Eerste prov. O-Vl                         | 31                                        |                                           |                                           |
| 1967/68             |        |        |        |        | 3      |        |        |        | Eerste prov. O-Vl                         | 38                                        |                                           |                                           |
| 1968/69             |        |        |        |        | 6      |        |        |        | Eerste prov. O-Vl                         | 33                                        |                                           |                                           |
| 1969/70             |        |        |        |        | 3      |        |        |        | Eerste prov. O-Vl                         | 37                                        |                                           |                                           |
| 1970/71             |        |        |        |        | 2      |        |        |        | Eerste prov. O-Vl                         | 41                                        |                                           |                                           |
| 1971/72             |        |        |        |        | 2      |        |        |        | Eerste prov. O-Vl                         | 42                                        |                                           |                                           |
| 1972/73             |        |        |        | 5      |        |        |        |        | Vierde klasse B                           | 34                                        |                                           |                                           |
| 1973/74             |        |        |        | 1      |        |        |        |        | Vierde klasse C                           | 46                                        |                                           |                                           |
| 1974/75             |        |        | 7      |        |        |        |        |        | Derde Klasse A                            | 29                                        |                                           |                                           |
| 1975/76             |        |        | 14     |        |        |        |        |        | Derde Klasse A                            | 24                                        |                                           |                                           |
| 1976/77             |        |        |        | 6      |        |        |        |        | Vierde klasse B                           | 31                                        |                                           |                                           |
| 1977/78             |        |        |        | 9      |        |        |        |        | Vierde klasse C                           | 27                                        |                                           |                                           |
| 1978/79             |        |        |        | 15     |        |        |        |        | Vierde klasse B                           | 23                                        |                                           |                                           |
| 1979/80             |        |        |        |        | 11     |        |        |        | Eerste prov. O-Vl                         | 27                                        |                                           |                                           |
| 1980/81             |        |        |        |        | 11     |        |        |        | Eerste prov. O-Vl                         | 30                                        |                                           |                                           |
| 1981/82             |        |        |        |        | 5      |        |        |        | Eerste prov. O-Vl                         | 32                                        |                                           |                                           |
| 1982/83             |        |        |        |        | 3      |        |        |        | Eerste prov. O-Vl                         | 37                                        |                                           |                                           |
| 1983/84             |        |        |        |        | 2      |        |        |        | Eerste prov. O-Vl                         | 44                                        |                                           |                                           |
| 1984/85             |        |        |        |        | 3      |        |        |        | Eerste prov. O-Vl                         | 37                                        |                                           |                                           |
| 1985/86             |        |        |        |        | 5      |        |        |        | Eerste prov. O-Vl                         | 34                                        |                                           |                                           |
| 1986/87             |        |        |        |        | 3      |        |        |        | Eerste prov. O-Vl                         | 39                                        |                                           |                                           |
| 1987/88             |        |        |        |        | 3      |        |        |        | Eerste prov. O-Vl                         | 44                                        |                                           |                                           |
| 1988/89             |        |        |        |        | 2      |        |        |        | Eerste prov. O-Vl                         | 43                                        |                                           |                                           |
| 1989/90             |        |        |        |        | 1      |        |        |        | Eerste prov. O-Vl                         | 46                                        |                                           |                                           |
| 1990/91             |        |        |        | 6      |        |        |        |        | Vierde klasse B                           | 31                                        |                                           |                                           |
| 1991/92             |        |        |        | 15     |        |        |        |        | Vierde klasse B                           | 22                                        |                                           |                                           |
| 1992/93             |        |        |        |        | 3      |        |        |        | Eerste prov. O-Vl                         | 40                                        |                                           |                                           |
| 1993/94             |        |        |        | 15     |        |        |        |        | Vierde klasse A                           | 21                                        |                                           |                                           |
| 1994/95             |        |        |        |        | 4      |        |        |        | Eerste prov. O-Vl                         | 40                                        |                                           |                                           |
| 1995/96             |        |        |        | 8      |        |        |        |        | Vierde klasse B                           | 46                                        |                                           |                                           |
| 1996/97             |        |        |        | 9      |        |        |        |        | Vierde klasse B                           | 36                                        |                                           |                                           |
| 1997/98             |        |        |        | 10     |        |        |        |        | Vierde klasse B                           | 36                                        |                                           |                                           |
| 1998/99             |        |        |        | 1      |        |        |        |        | Vierde klasse B                           | 55                                        |                                           |                                           |
| 1999/00             |        |        | 16     |        |        |        |        |        | Derde Klasse A                            | 8                                         |                                           |                                           |
| 2000/01             |        |        |        | 16     |        |        |        |        | Vierde klasse B                           | 2                                         |                                           |                                           |
| 2001/02             |        |        |        |        | 14     |        |        |        | Eerste prov. O-Vl                         | 27                                        |                                           |                                           |
| 2002/03             |        |        |        |        |        | 7      |        |        | Tweede prov. O-Vl                         | 43                                        |                                           |                                           |
| 2003/04             |        |        |        |        |        | 12     |        |        | Tweede prov. O-Vl                         | 32                                        |                                           |                                           |
| 2004/05             |        |        |        |        |        | 13     |        |        | Tweede prov. O-Vl                         | 25                                        |                                           |                                           |
| 2005/06             |        |        |        |        |        | 5      |        |        | Tweede prov. O-Vl                         | 51                                        |                                           |                                           |
| 2006/07             |        |        |        |        |        | 3      |        |        | Tweede prov. O-Vl                         | 65                                        |                                           |                                           |
| 2007/08             |        |        |        |        |        | 2      |        |        | Tweede prov. O-Vl                         | 55                                        |                                           |                                           |
| 2008/09             |        |        |        |        |        | 12     |        |        | Tweede prov. O-Vl                         | 30                                        |                                           |                                           |
| 2009/10             |        |        |        |        |        | 14     |        |        | Tweede prov. O-Vl                         | 27                                        |                                           |                                           |
| 2010/11             |        |        |        |        |        | 5      |        |        | Tweede prov. O-Vl                         | 45                                        |                                           |                                           |
| 2011/12             |        |        |        |        |        | 10     |        |        | Tweede prov. O-Vl                         | 37                                        |                                           |                                           |
| 2012/13             |        |        |        |        |        | 5      |        |        | Tweede prov. O-Vl                         | 50                                        |                                           |                                           |
| 2013/14             |        |        |        |        |        | 12     |        |        | Tweede prov. O-Vl                         | 31                                        |                                           |                                           |
| 2014/15             |        |        |        |        |        | 6      |        |        | Tweede prov. O-Vl                         | 50                                        |                                           |                                           |
| 2015/16             |        |        |        |        |        | 12     |        |        | Tweede prov. O-Vl                         | 38                                        |                                           |                                           |
| 2016/17             |        |        |        |        |        | 2      |        |        | Tweede prov. O-Vl                         | 68                                        |                                           |                                           |
| 2017/18             |        |        |        |        | 9      |        |        |        | Eerste prov. O-Vl                         | 42                                        |                                           |                                           |
| 2018/19             |        |        |        |        | 12     |        |        |        | Eerste prov. O-Vl                         | 33                                        |                                           |                                           |
| 2019/20             |        |        |        |        | 6      |        |        |        | Eerste prov. O-Vl                         | 40                                        | competitie gestopt door Covid-19          |                                           |
| 2020/21             |        |        |        |        |        |        |        |        | Eerste prov. O-Vl                         | -                                         | competitie geannuleerd door Covid-19      |                                           |
| 2021/22             |        |        |        |        | 15     |        |        |        | Eerste prov. O-Vl                         | 6                                         | Degradatie                                |                                           |
| 2022/23             |        |        |        |        |        | 16     |        |        | Tweede prov. O-Vl                         | 0                                         | Elke wedstrijd verloren. Degradatie       |                                           |
| 2023/24             |        |        |        |        |        |        | 10     |        | Derde prov. O-Vl. E                       | 37                                        |                                           |                                           |
| 2024/25             |        |        |        |        |        |        | 13     |        | Derde prov. O-Vl. E                       | 19                                        |                                           |                                           |
| 2025/26             |        |        |        |        |        |        |        |        | Derde prov. O-Vl. E                       |                                           |                                           |                                           |

## Bekende spelers
- Robert De Herde (medestichter van KAVD en ex-linksbuiten van La Gantoise uit de beginperiode)
- Armand Cadron (medestichter van KAVD en ex-speler van o.a. La Gantoise, Berchem Sport en Laetitia Antwerpen en Racing Mechelen)
- John Raemdonck (ex-Union Saint-Gilloise)
- Joseph Van Ingelgem (ex-Daring en gewezen internationaal)
- Luc Van Hoyweghen (na zijn KAVD-periode bij Daring en B-internationaal)
- Fernand "Ferre" De Coster (ex-Beerschot)
- Cesar "Cees" Van Mele (ex-Beerschot)
- Henri "Rieke" Verhelst
- Frans Verhelst
- Frans "De Witte" Ghysels (B-internationaal)
- Filip Joos
- Herman Van Holsbeeck
- Vincent Mannaert